# Rachwałowice
Rachwałowice – wieś w Polsce położona w województwie małopolskim, w powiecie proszowickim, w gminie Koszyce.
W latach 1975–1998 miejscowość administracyjnie należała do województwa kieleckiego.

## Części wsi
| SIMC    | Nazwa   | Rodzaj    |
| ------- | ------- | --------- |
| 0244890 | Kasin   | część wsi |
| 0244908 | Reforma | część wsi |
| 0244914 | Zaolzie | część wsi |

## Zabytki
Obiekty wpisane do rejestru zabytków nieruchomych województwa małopolskiego.
- Park
- Kościół pw. Narodzenia Najświętszej Maryi Panny i dzwonnica.